# Aston Martin Valhalla
Aston Martin Valhalla – hybrydowy supersamochód klasy wyższej produkowany pod brytyjską marką Aston Martin od 2023 roku.

## Historia i opis modelu

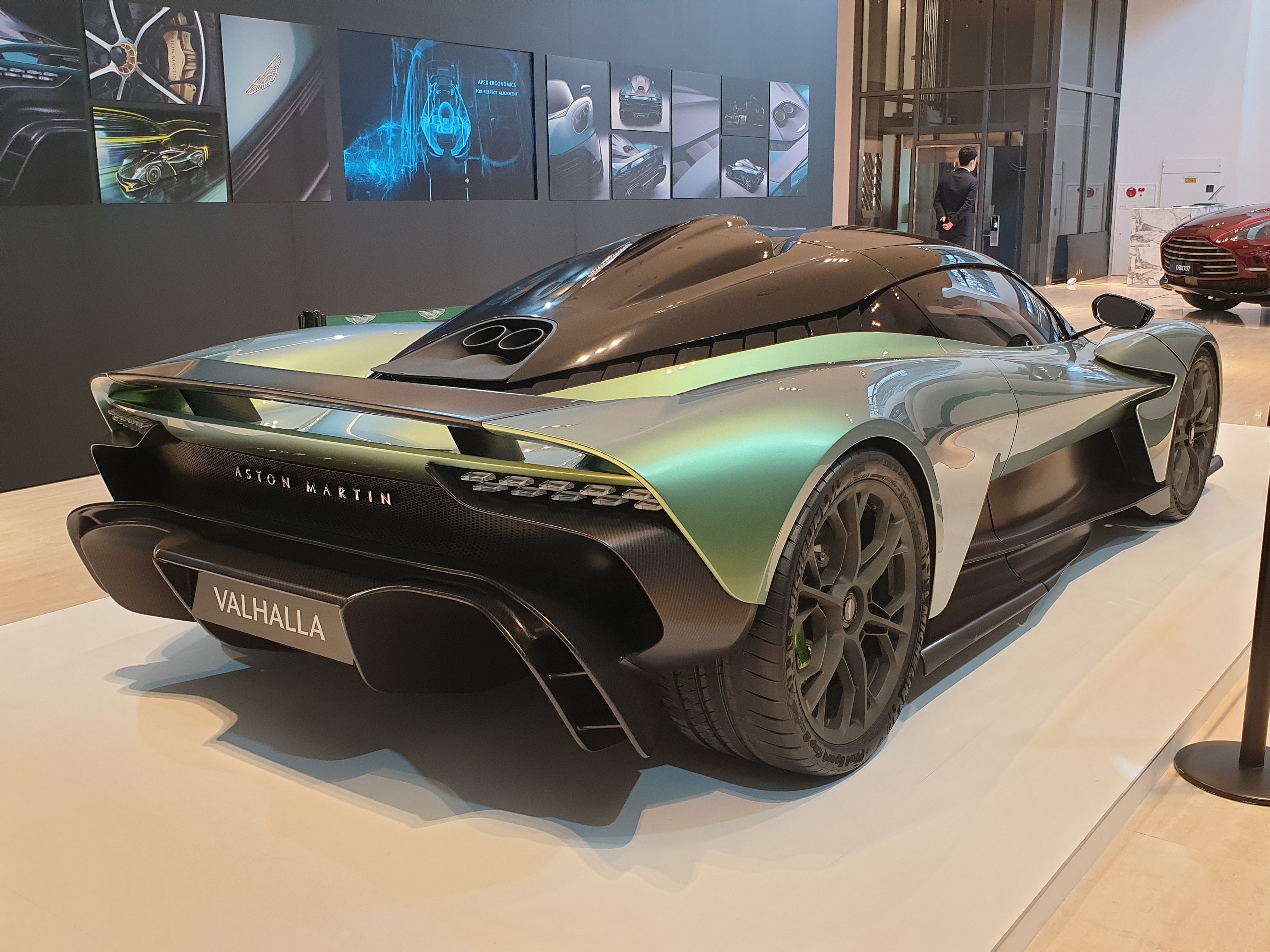
Aston Martin Valhalla – tył

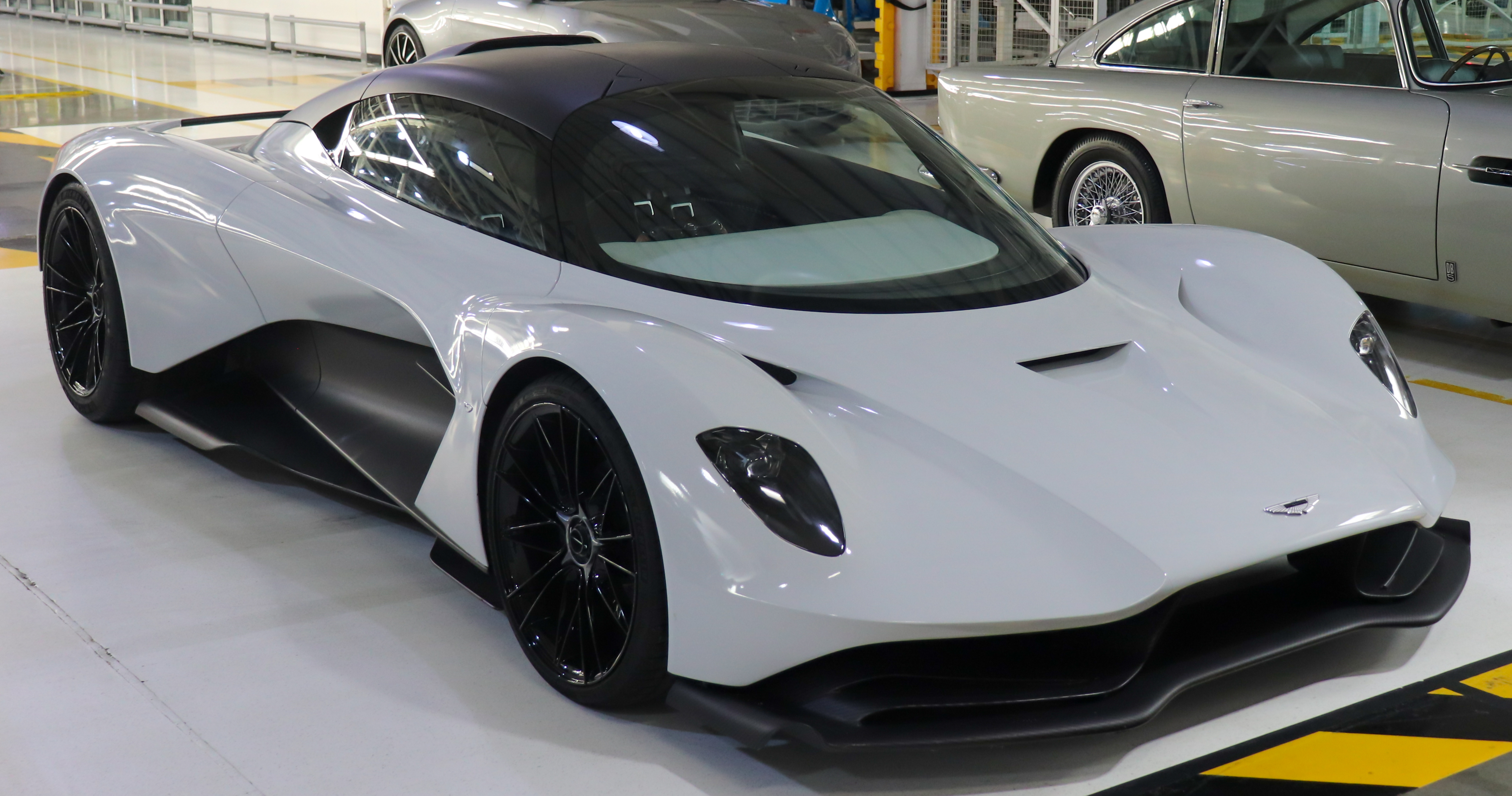
Aston Martin Valhalla Concept

W czerwcu 2019 roku Aston Martin przedstawił studium kolejnego supersamochodu, będącym kolejnym etapem ofensywy modelowej po bardziej wyczynowym, mocniejszym i droższym hipersamochodzie Valkyrie przedstawionym 3 miesiące wcześniej. Prototyp zwiastujący produkcyjny model zapowiedział pojazd przystosowany do przemieszczania się na co dzień, posiadając przestrzeń bagażową.
Seryjny Aston Martin Valhalla przedstawiony został 2 lata później, w lipcu 2021 roku. Pod kątem wizualnym samochód przeszedł obszerną metamorfozę w stosunku do prototypu z 2019 roku, zyskując m.in. inną stylizację pasa przedniego z charakterystycznym, chromowanym wlotem powietrza i większymi reflektorami. Obszernie przeprojektowana została także sylwetka, dach, przetłoczenia i tylna część nadwozia, której kształt podyktowany został właściwościami aerodynamicznymi.

### Sprzedaż
Produkcja Astona Martina Valhalla została ograniczona do 500 sztuk, a dostawy pierwszych sztuk do wyselekcjonowanego grona nabywców zostały zaplanowane na początek 2023 roku. Samochód w studyjnej postaci z 2019 roku pojawił się także filmie Nie czas umierać z serii produkcji o Jamesie Bondzie.

### Dane techniczne
Valhalla napędzana jest doładowanym, centralnie umieszczonym benzynowym silnikiem V6, który współpracuje z dyferencjałem o ograniczonym uślizgu i ośmiobiegową automatyczną skrzynią biegów. Jednostka spalinowa współtworzy układ hybrydowy o łącznej mocy 986 KM i 1000 Nm maksymalnego momentu obrotowego, który pozwala osiągnąć 100 km/h w 2,5 sekundy i rozpędzić samochód maksymalnie do 350 km/h.